# Helena Messing Berg
Helena Maria Messing Berg, ursprungligen Berg, född 30 december 1959 i Sollentuna församling i Stockholms län, är en svensk journalist och programledare på Sveriges Television.
Helena Messing Berg, som under många år hette endast Helena Berg, har läst journalistlinjen vid Stockholms universitet och vid Berghs School of Communication. Hon blev nyhetsredaktör vid Strix Television 1991 och gick vidare till Sveriges Radio samma år, där hon var studioreporter vid Ekot. Efter att under större delen av 1992 varit telegramredaktör och nyhetspresentatör vid Tidningarnas Telegrambyrå återkom hon som studioreporter till Sveriges Radio där hon var kvar till hösten 1993.
Berg började på SVT 1993 när det regionala nyhetsprogrammet Gävledala startades. År 2004 flyttade hon till Stockholm för att vara programledare för Rapport. Hon lämnade SVT den 31 mars 2014 för arbeta som frilansare.